# Kabinett Major II
Das Kabinett Major II wurde im April 1992 von John Major kurz nach den britischen Unterhauswahlen am 10. April 1992 gebildet und löste das Kabinett Major I ab. Das Kabinett blieb bis zum 2. Mai 1997 im Amt.

## Regierungszeit
Nach der knapp gewonnenen Wahl wurde die Regierung wegen offen ausgebrochener Richtungskämpfe in der Konservativen Partei immer weniger handlungsfähig. Vor allem die Euroskeptiker bereiteten dem pro-europäisch eingestellten Major immer mehr Probleme. Nachdem am 22. Juni 1993 die erste Abstimmung über den Maastrichter Vertrag wegen einiger konservativer Abweichler gescheitert war, ordnete Major für den darauf folgenden Tag eine zweite Abstimmung an und verknüpfte diese mit der Vertrauensfrage. Major gewann zwar mit sehr knapper Mehrheit von 319:316, doch war seine Autorität weiter beschädigt.
Die Kritik an seiner Amtsführung nahm immer mehr zu. 1995 fürchtete Major, er könnte als Parteichef abgesetzt werden. Er trat von diesem Posten zurück, um sich dann wieder wählen zu lassen. Doch obwohl er eine klare Mehrheit erhielt, konnte er seine Autorität nicht wiederherstellen. Nach verschiedenen erfolglosen Nachwahlen verloren die Konservativen im Dezember 1996 die absolute Mehrheit. Für den Rest der Legislaturperiode war Majors Regierung auf die Stimmen der nordirischen Unionisten angewiesen.
Durch Nachwahlen verlor die Regierung spätestens 1996 ihre knappe Mehrheit im House of Commons und musste sich fortan auf die Abgeordneten der unionistisch-protestantischen UUP stützen.
Er verlor allerdings die Unterhauswahlen vom 1. Mai 1997 gegen die Labour Party. Dabei verzeichnete die Conservative Party die schwerwiegendsten Wahlverluste im 20. Jahrhundert. Nachfolger Majors als Premierminister wurde daraufhin Tony Blair, der nach 18 Jahren und vier verlorenen Wahlen die erste Labour-Regierung stellte.

## Mitglieder des Kabinetts
| Zugehörigkeit |  | Konservative |

| Amt                                                                              | Bild           | Person                                    | Partei             | Partei             | Amtszeit           | Amtszeit      |
| -------------------------------------------------------------------------------- | -------------- | ----------------------------------------- | ------------------ | ------------------ | ------------------ | ------------- |
| Premierminister Erster Lord des Schatzamtes Minister für den öffentlichen Dienst |                | John Major                                |                    | Conservative Party | 10. April 1992     | 2. Mai 1997   |
| Stellvertretender Premierminister First Secretary of State                       |                | Michael Heseltine                         | Conservative Party | 5. Juli 1995       | 2. Mai 1997        |               |
| Schatzkanzler Zweiter Lord des Schatzamtes                                       |                | Norman Lamont                             | Conservative Party | 10. April 1992     | 27. Mai 1993       |               |
| Schatzkanzler Zweiter Lord des Schatzamtes                                       |                | Kenneth Clarke                            | Conservative Party | 27. Mai 1993       | 2. Mai 1997        |               |
| Lordkanzler                                                                      |                | James Mackay, Baron Mackay of Clashfern   | Conservative Party | 10. April 1992     | 2. Mai 1997        |               |
| Lordpräsident des Rates Leader of the House of Commons                           |                | Tony Newton                               | Conservative Party | 10. April 1992     | 2. Mai 1997        |               |
| Lordsiegelbewahrer                                                               |                | John Wakeham                              | Conservative Party | 10. April 1992     | 20. Juli 1994      |               |
| Lordsiegelbewahrer                                                               |                | Robert Gascoyne-Cecil, Viscount Cranborne | Conservative Party | 20. Juli 1994      | 2. Mai 1997        |               |
| Außenminister                                                                    |                | Douglas Hurd                              | Conservative Party | 10. April 1992     | 5. Juli 1995       |               |
| Außenminister                                                                    |                | Malcolm Rifkind                           | Conservative Party | 5. Juli 1995       | 2. Mai 1997        |               |
| Innenminister                                                                    |                | Kenneth Clarke                            | Conservative Party | 10. April 1992     | 27. Mai 1993       |               |
| Innenminister                                                                    |                | Michael Howard                            | Conservative Party | 27. Mai 1993       | 2. Mai 1997        |               |
| Verteidigungsminister                                                            |                | Malcolm Rifkind                           | Conservative Party | 10. April 1992     | 5. Juli 1995       |               |
| Verteidigungsminister                                                            |                | Michael Portillo                          | Conservative Party | 5. Juli 1995       | 2. Mai 1997        |               |
| Minister/in für Bildung                                                          |                | John Patten                               | Conservative Party | 10. April 1992     | 20. Juli 1994      |               |
| Minister/in für Bildung                                                          |                | Gillian Shephard                          | Conservative Party | 20. Juli 1994      | 5. Juli 1995       |               |
| Ministerin für Bildung und Beschäftigung                                         | 5. Juli 1995   | Gillian Shephard                          | Conservative Party | 2. Mai 1997        |                    |               |
| Minister/in für Beschäftigung                                                    | 10. April 1992 | Gillian Shephard                          | Conservative Party | 27. Mai 1993       |                    |               |
| Minister/in für Beschäftigung                                                    |                | David Hunt                                | Conservative Party | 27. Mai 1993       | 20. Juli 1994      |               |
| Minister/in für Beschäftigung                                                    |                | Michael Portillo                          | Conservative Party | 20. Juli 1994      | 5. Juli 1995       |               |
| Umweltminister                                                                   |                | Michael Howard                            | Conservative Party | 10. April 1992     | 27. Mai 1993       |               |
| Umweltminister                                                                   |                | John Gummer                               | Conservative Party | 27. Mai 1993       | 2. Mai 1997        |               |
| Gesundheitsminister/in                                                           |                | Virginia Bottomley                        | Conservative Party | 10. April 1992     | 5. Juli 1995       |               |
| Gesundheitsminister/in                                                           |                | Stephen Dorrell                           | Conservative Party | 5. Juli 1995       | 2. Mai 1997        |               |
| Minister für soziale Sicherheit                                                  |                | Peter Lilley                              | Conservative Party | 10. April 1992     | 2. Mai 1997        |               |
| Minister/in für das nationale Erbe                                               |                | David Mellor                              | Conservative Party | 10. April 1992     | 25. September 1992 |               |
| Minister/in für das nationale Erbe                                               |                | Peter Brooke                              | Conservative Party | 25. September 1992 | 20. Juli 1994      |               |
| Minister/in für das nationale Erbe                                               |                | Stephen Dorrell                           | Conservative Party | 20. Juli 1994      | 5. Juli 1995       |               |
| Minister/in für das nationale Erbe                                               |                | Virginia Bottomley                        | Conservative Party | 5. Juli 1995       | 2. Mai 1997        |               |
| Minister für Handel und Industrie                                                |                | Michael Heseltine                         | Conservative Party | 10. April 1992     | 5. Juli 1995       |               |
| Minister für Handel und Industrie                                                |                | Ian Lang                                  | Conservative Party | 5. Juli 1995       | 2. Mai 1997        |               |
| Verkehrsminister                                                                 |                | John MacGregor                            | Conservative Party | 10. April 1992     | 20. Juli 1994      |               |
| Verkehrsminister                                                                 |                | Brian Mawhinney                           | Conservative Party | 20. Juli 1994      | 5. Juli 1995       |               |
| Verkehrsminister                                                                 |                | George Young                              | Conservative Party | 5. Juli 1995       | 2. Mai 1997        |               |
| Schottlandminister                                                               |                | Ian Lang                                  | Conservative Party | 10. April 1992     | 5. Juli 1995       |               |
| Schottlandminister                                                               |                | Michael Forsyth                           | Conservative Party | 5. Juli 1995       | 2. Mai 1997        |               |
| Minister für Wales                                                               |                | David Hunt                                | Conservative Party | 10. April 1992     | 27. Mai 1993       |               |
| Minister für Wales                                                               |                | John Redwood                              | Conservative Party | 27. Mai 1993       | 26. Juni 1995      |               |
| Minister für Wales                                                               |                | David Hunt                                | Conservative Party | 26. Juni 1995      | 5. Juli 1995       |               |
| Minister für Wales                                                               |                | William Hague                             | Conservative Party | 5. Juli 1995       | 2. Mai 1997        |               |
| Nordirlandminister                                                               |                | Patrick Mayhew                            | Conservative Party | 10. April 1992     | 2. Mai 1997        |               |
| Kanzler des Herzogtums Lancaster                                                 |                | William Waldegrave                        | Conservative Party | 10. April 1992     | 20. Juli 1994      |               |
| Kanzler des Herzogtums Lancaster                                                 |                | David Hunt                                | Conservative Party | 20. Juli 1994      | 5. Juli 1995       |               |
| Kanzler des Herzogtums Lancaster                                                 |                | Roger Freeman                             | Conservative Party | 5. Juli 1995       | 2. Mai 1997        |               |
| Chefsekretär des Schatzamtes                                                     |                | Michael Portillo                          | Conservative Party | 10. April 1992     | 20. Juli 1994      |               |
| Chefsekretär des Schatzamtes                                                     |                | Jonathan Aitken                           | Conservative Party | 20. Juli 1994      | 5. Juli 1995       |               |
| Chefsekretär des Schatzamtes                                                     |                | William Waldegrave                        | Conservative Party | 5. Juli 1995       | 2. Mai 1997        |               |
| Minister/in für Landwirtschaft, Fischerei und Ernährung                          |                | John Gummer                               | Conservative Party | 10. April 1992     | 27. Mai 1993       |               |
| Minister/in für Landwirtschaft, Fischerei und Ernährung                          |                | Gillian Shephard                          | Conservative Party | 27. Mai 1993       | 20. Juli 1994      |               |
| Minister/in für Landwirtschaft, Fischerei und Ernährung                          |                | William Waldegrave                        | Conservative Party | 20. Juli 1994      | 5. Juli 1995       |               |
| Minister/in für Landwirtschaft, Fischerei und Ernährung                          |                | Douglas Hogg                              | Conservative Party | 5. Juli 1995       | 2. Mai 1997        |               |
| Minister ohne Geschäftsbereich                                                   |                | Jeremy Hanley                             | Conservative Party | 15. Juli 1994      | 5. Juli 1995       |               |
| Minister ohne Geschäftsbereich                                                   |                | Brian Mawhinney                           | Conservative Party | 5. Juli 1995       | 2. Mai 1997        |               |
| Weitere Teilnehmende an Kabinettssitzungen                                       |                |                                           |                    |                    |                    |               |
| Chief Whip Sekretär im Schatzamt                                                 |                | Richard Ryder                             |                    | Conservative Party | 10. April 1992     | 20. Juli 1995 |
| Chief Whip Sekretär im Schatzamt                                                 |                | Alastair Goodlad                          | Conservative Party | 20. Juli 1995      | 2. Mai 1997        |               |
| Vorsitzender der Conservative Party                                              |                | Norman Fowler                             | Conservative Party | 10. April 1992     | 27. Mai 1993       |               |